# Прапор Майдана-Морозівського
Прапор Майдана-Морозівського — офіційний символ села Майдан-Морозівський Ярмолинецького району Хмельницької області, затверджений 2 липня 2018р. рішенням №12 сесії сільської ради. Авторами герба є П.Б.Войталюк, К.М.Богатов, В.М.Напиткін.

## Опис
Квадратне полотнище поділене від верхнього вільного кута нисхідною діагоналлю на синє і біле поля. На верхньому полі вишите жовте сонце з шістнадцятьма променями, на нижньому вишита синя сніжинка